# Édito de Paris

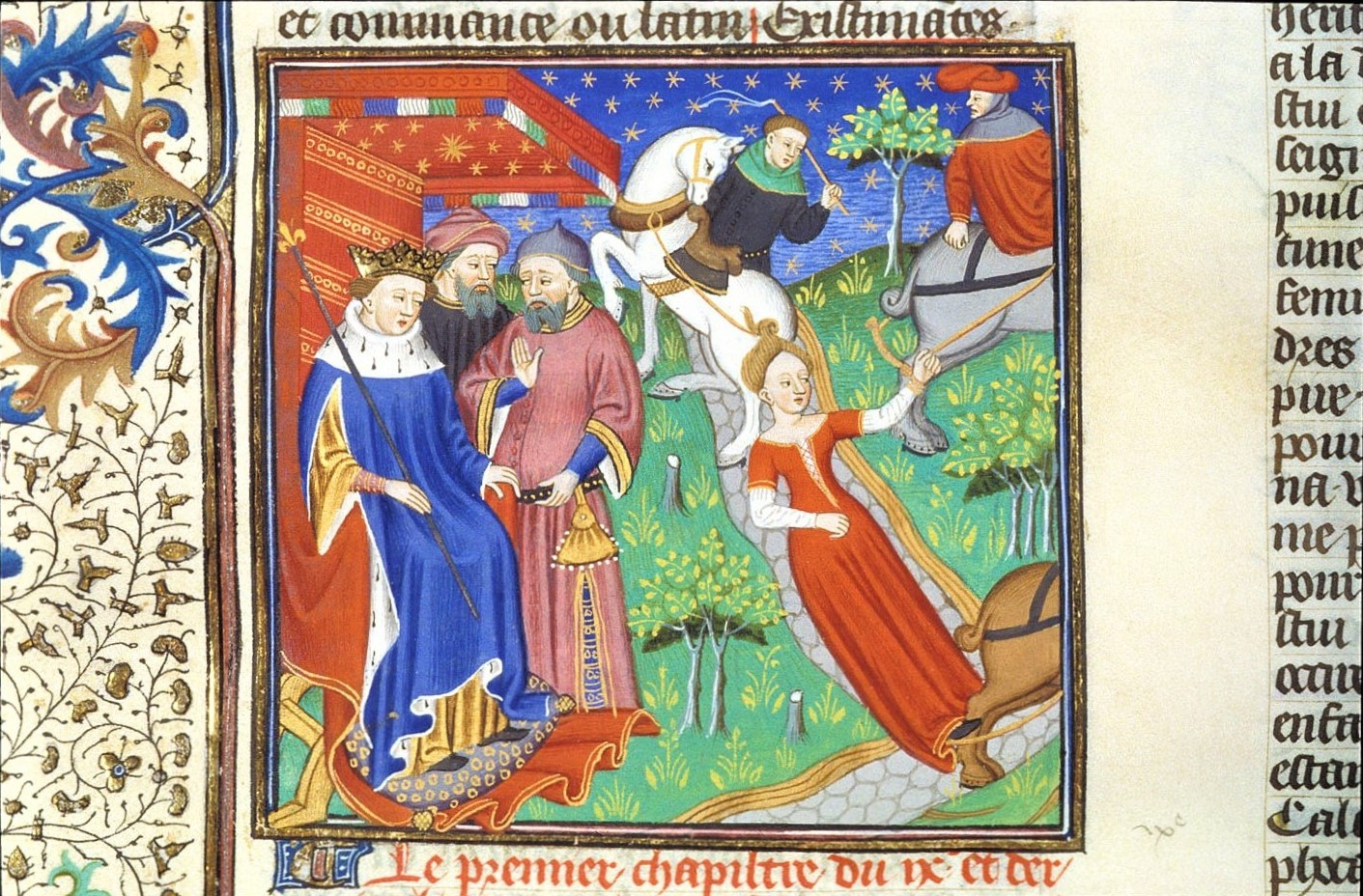
Clotário II assistindo à execução de Brunilda.
Iluminura na Biblioteca Britânica, Royal 18 D VII f. 203v

O Édito de Paris, de Clotário II, o rei dos francos merovíngio, promulgado em 18 de outubro de 614 d.C. (ou 615), foi um dos mais importantes instrumentos reais do período merovíngio da história franca e um marco na história do desenvolvimento da monarquia eles. Foi também o último dos capitularia merovíngios, uma série de instrumentos legais sobre a governança da igreja e do reino.

## Concílio de Paris
O édito, com vinte e sete cláusulas, foi decretado junto com os cânones promulgados no quinto Sínodo de Paris, com os quais ele deve ser comparado. Clotário tinha assumido recentemente o poder completo sobre o francos em 613 d.C., ao depor seu primo, Sigeberto II, rei da Austrásia, e seu regente, sua bisavó Brunilda. O édito tem sido visto como uma série de concessões à nobreza austrasiana, que tinha se aliado a ele contra Brunilda. Em Der Staat des hohen Mittelalters, Heinrich Mitteis chegou a comparar o Édito de Paris com a Magna Carta inglesa, um ponto de vista impopular entre os estudiosos modernos. Atualmente, a visão majoritária é a de que ele endereçava principalmente a correção de abusos que tinham adentrado o sistema jurídico durante as guerras civis que dominaram o reino desde o começo da disputa entre Brunilda e Fredegunda, a mãe de Clotário (568 d.C.). Não se sabe quanto da redação e das ideias do édito se originaram no rei, seus oficiais e cortesãos, e quanto se originou entre os nobres.

## Cláusulas
Algumas de suas cláusulas foram criadas para emendar decisões dos prelados presentes ao sínodo que tinha acabado de terminar. Os bispos insistiram na liberdade de escolha dos bispos, mas Clotário modificou a decisão do concílio ao insistir que apenas os bispos que ele queria, ou os que forem escolhidos entre padres apropriados da corte, poderiam ser ordenados.
O Édito de Paris tenta estabelecer uma ordem ao criar padrões para que se apontassem candidatos aos cargos, eclesiásticos e seculares, e ao afirmar as responsabilidades de todos - os magnatas, bispos e o rei - em assegurar a paz e felicidade do reino: a felicitas regni e a pax et disciplina in regno. Entre as concessões reais concedidas pelo édito estava o banimento dos judeus dos cargos reais, enquanto que o sínodo havia decretado que todos os judeus que estivessem em posições militares ou civis deveriam aceitar o batismo, juntamente com as suas famílias. Além disso, ele cedeu completamente o poder de indicação para estas funções para a nobreza franca e deu aos bispos o poder de depor juízes ruins se o rei estivesse incapacitado de fazê-lo quando necessário, além de alguns cortes e isenções de impostos.
Apesar da exclusão dos judeus dos cargos de comando, o poder que eles tinham de processar legalmente os cristãos foi preservado. De forma similar, o direito da mulher de não se casar contra sua vontade também foi reafirmado.
O Édito de Paris vigorou durante o reino do sucessor de Clotário, Dagoberto I.